# 近藤和久
近藤 和久（こんどう かずひさ、1959年4月2日 - ）は、日本の漫画家。愛知県豊田市出身。男性。

## 経歴など
1983年、講談社の第8回ちばてつや賞ヤング部門で佳作賞を受賞。翌1984年にSF作品『THE マシーン』（雑誌未掲載）でコミックボンボン新人賞の大賞を受賞後、ホラー漫画『血を吸うマンション』（コミックボンボン1984年10月号）でデビュー。1984年11月号から『機動戦士ガンダム MS戦記』を全4回で連載、続く1985年3月号からは『機動戦士Ζガンダム』を1年間連載。以降、主にアニメ『機動戦士ガンダム』シリーズを題材にした漫画作品を手がけ、アニメ『機動戦士Ζガンダム』にはメカニックデザイナーとしても参加している（「ジムII」原案、「Ζガンダム」変形修正案など）。
大友克洋や小林源文などに強い影響を受けた画風で、ミリタリー色の強い描写と独自の解釈によるアレンジされた兵器が特徴。特に『機動戦士ガンダム MS戦記』で発表したハードディテール版ザクIIの意匠は当時の読者に衝撃を与え、ガンダムシリーズの漫画作品における独自にアレンジされたモビルスーツは「近藤版」と呼ばれ、ガレージキット化もされている（なお、近藤の後発作品に登場するザクIIは、この「近藤版」よりかなり線が減らされている）。

## 作品リスト
- ガンダム関連
  - 機動戦士ガンダム MS戦記シリーズ
    - 機動戦士ガンダム MS戦記 - ストーリー原案は高橋昌也。のちに「MS戦記 機動戦士ガンダム0079外伝」に改題。
    - 機動戦士ガンダム ジオンの再興
    - 新MS戦記 機動戦士ガンダム短編集

  - 機動戦士Ζガンダム
  - サイドストーリー・オブ・ガンダム・ゼータ
    - 機動戦士Ζガンダムを独自に再構成した内容で、クワトロ大尉は妹セイラ・マスを人質にとられバスク・オム大佐の下で秘密警察組織・ティターンズの指揮官となっていた。部下はジェリド・メサ少尉。乗機は百式やガンダムMk-III。カミーユ・ビダンはサイド3出身でジオン公国の残党であるエゥーゴの伍長。ジオン公国を裏切ったシャア・アズナブルを憎んでいる。乗機はアッシマー。アムロ・レイ大尉は地球連邦軍に幽閉され酒浸りの身の上で、たまにクワトロ大尉が面会に来る。後にカミーユ・ビダン達エゥーゴの部隊により救出されヒッコリーから宇宙に上がる。月ではエゥーゴのガンダム開発計画であるΖ計画が進行中。エゥーゴのＭＳはザクII、ドム、ハイザック、マラサイ、ビグザム、Ｇ-3、Ｚグスタフなど。ティターンズはジムII、ガンダムMk-II、ガンダムMk-III、百式、シュツルム・イェーガーなど。導入部までで終了し以後続編は描かれていない。

  - 機動戦士ガンダム0079
  - 機動戦士ガンダム バニシングマシン
  - 機動戦士ガンダム オペレーション:トロイ
  - 機動戦士ガンダム THE MSV
  - 機動戦士ガンダム ANAHEIM RECORD
  - 機動戦士ガンダム 名も無き戦場
  - 機動戦士ガンダム0079 EPISODE LUNA II
- スパイラルゾーン
  - 対BC戦用特殊部隊の活躍を描いた近未来戦物、「デスソルジャー」、「サンドイエロー」など。「デスソルジャー」では、スパイラルゾーンに登場する装甲スーツの他、モーターパラグライダー、MC-130E コンバット・タロンなどが登場。
- オーバーグロス
  - 2006年現在、第1巻のみ、人間型兵器「グラスホッパー」が登場
- 大怪獣激闘 ガメラ対バルゴン COMIC VERSION